# جون ألبرت سوبراتو
جون ألبرت سوبراتو (بالإنجليزية: John A. Sobrato)‏ (ولد في إبريل 1939) رجل أعمال، مطور عقارات وفاعل خير أمريكي، مؤسس كوبيرتينو، كاليفورنيا، ومنظمة سوبراتو، وهي شركة تنمية في وادي السليكون متخصصة في العقارات التجارية والسكنية. تم اختياره كأحد أغنياء أمريكا لسنوات عديدة. 

يعرف عن جون وعائلته حبهم للأعمال الخيرية، وكثرة تبرعه للجمعيات بمختلف أنواعها.

## السيرة الذاتية

### النشأة
كان والد جون، جون موسيمو سوبراتو، صاحب مطعم مشهور في سان فرانسيسكو، يسمى جون رينديفو. باعت أمه المطعم بعد وفاة والدة في عام 1952، واستخدمت المال في بورصة العقارات.

### الحياة العملية
بدأ سوبراتو في مجال الاستثمار العقاري في سن صغيرة عندما كان يبلغ من العمر ثمانية عشر عاما أي في عام 1957، كان حينها تلميذا في جامعة سانتا كلارا. وبداية من عام 1972، عمل مع مستثمر ناجح آخر في وادي السليكون يدعى كارل بيرغ لسنوات عديدة. في عام 1979، وعندما كان يبلغ من العمر ثلاثون عاما أنشئ مؤسسة سوبراتو. وفي عام 1998 تولى ابنه جون مايكل سوبراتو إدارة الشركة. نمت الشركة لتكون مسئولة عن تشييد 110 مبنى تجاري وأكثر من 30 شقة. في عام 2013، أعلن الأب والابن تركهم إدارة الشركة لتوفير الوقت اللازم للتركيز على الأعمال الخيرية.
في 10 مايو 2014، ووفقا لمجلة فوربس عام 2014، تم اختيار جون سوبراتو وعائلته في المركز 110 في قائمة فوربس 400 (قائمة فوربس لأغنى 400 أمريكي) برصيد ثروة يصل إلى 4.8 مليار، وفي المركز 340 في قائمة ملياديرات العالم.

### الحياة الشخصية
أقام سوبراتو أغلب حياته في أثرتون، كاليفورنيا، الولايات المتحدة.

## الأعمال الخيرية
يعتبر جون سوبراتو وإبنه من أبرز المشاركين في حملة تعهد عطاء، حملة التبرع بجزء من الثروة لأغراض خيرية والتي بدأها بيل جيتس ووارن بافت. فمع نهاية 2014، بلغت تبرعات عائلة سوبراتو (والتي تشمل مؤسسات العائلة، التبرعات المباشرة من العائلة، إعطاء الجمعيات أسهم في الشركات) إلى أكثر من 314 مليون دولار. كان لجامعة سانتا كلارا، مدرسة سوبراتو الثانوية، ومعامل كلية بيلارمين فيها النصيب الأكبر.
في عام 2015، تبرع هو وزوجته بمبلغ 15 مليون دولار لجامعة سان فرانسيسكو. لتعتبر هذه المنحة هي الأكبر في تاريخ الجامعة.

## وصلات خارجية
- مؤسسة سوبراتو.
- نبذة عن مؤسسة سوبراتو
- جون ألبرت سوبراتو
- مقابلة مع جون سوبراتو عام 2012.
- جون سوبراتو في زيارة لأحد الأكاديمات العلمية.